# Приватність за задумом
Приватність за задумом, також проєктована приватність, приватність з проєкту (англ. privacy by design) – це підхід до системної інженерії, спочатку розроблений Енн Кавукян і формалізований у спільному звіті про технології, що покращують приватність спільною командою Уповноваженого з питань інформації та приватності Онтаріо (Канада), Управління із захисту даних Нідерландів та Нідерландської організації прикладних наукових досліджень у 1995 році. Приватність за задумом була опублікована у 2009 році і прийнята Міжнародною асамблеєю уповноважених з питань приватності та органів із захисту даних у 2010 році. Приватність за задумом вимагає враховувати приватність протягом усього процесу розробки. Концепція є прикладом дизайну, чутливого до цінностей , тобто врахування людських цінностей у чітко визначеному порядку протягом усього процесу.
Підхід Кавукян до приватності піддавався критиці як нечіткий, такий, що створює виклики для забезпечення його прийняття, важко застосуваний до певних дисциплін, а також через пріоритет корпоративних інтересів над інтересами споживачів і недостатній акцент на мінімізації збору даних.
Європейський регламент GDPR передбачає приватність за задумом.

## Історія та передумови
Приватність за задумом була розроблена Енн Кавукян, Уповноваженого з питань інформації та приватності Онтаріо після його спільної роботи з Управлінням із захисту даних Нідерландів та Нідерландською організацією прикладних наукових досліджень у 1995 році. У 2009 році Уповноважений з питань інформації та приватності Онтаріо був одним із організаторів заходу «Privacy by Design: The Final Workshop» разом з ізраїльським Управлінням із права, інформації та технологій на 31-й Міжнародній конференції із захисту даних та Комісарів з питань приватності (2009).
У 2010 році структура набула міжнародного визнання, коли Міжнародна асамблея уповноважених з питань приватності та органів із захисту даних одноголосно прийняла резолюцію про приватність. визнаючи його міжнародним стандартом на своїй щорічній конференції. Серед інших зобов’язань, члени комісії вирішили якомога ширше сприяти приватності за допомогою дизайну та сприяти включенню цього принципу в політику та законодавство.

## Глобальне використання
У липні 1997 року Німеччина випустила статут (§ 3, розділ 4 «Teledienstedatenschutzgesetz» [Закон про захист даних у телепослугах]). Новий Загальний регламент захисту даних (GDPR) ЄС включає «захист даних з проєкту» і «захист даних за замовчуванням», другий основоположний принцип приватності за задумом. Уповноважений Канади з питань приватності включив приватність за задумом у свій звіт «Приватність, довіра та інновації – створення цифрових переваг Канади». У 2012 році Федеральна торгова комісія (FTC) визнала приватність за задумом однією з трьох рекомендованих практик захисту приватності в Інтернеті у своєму звіті під назвою «Захист приватності споживачів в епоху швидких змін», і FTC включила приватність за задумом як один із ключових стовпів у своєму «Остатковому звіті уповноваженого щодо захисту приватності споживачів». В Австралії Уповноважений з питань приватності та захисту даних штату Вікторія (CPDP) офіційно прийняв приватність за задумом як основну політику для забезпечення управління приватністю інформації в державному секторі Вікторії. Вебсайт Офісу Уповноваженого з питань інформації Великобританії підкреслює приватність за задумом і захист даних з проєкту і за замовчуванням. У жовтні 2014 року Маврикійська декларація про Інтернет речей, яка була прийнята на 36-й Міжнародній конференції уповноважених із захисту даних та приватності,  включала приватність за задумом і за замовчуванням. Уповноважений з питань приватності персональних даних Гонконгу провів освітню конференцію про важливість приватності, створеної задумом.
У приватному секторі Sidewalk Toronto дотримується принципів приватності за задумом. Брендон Лінч, директор із приватності в Microsoft, написав статтю під назвою «Приватність за задумом в Microsoft». Разом з тим Deloitte пов'язує засвідчуваність довіру з приватністю з проєкту.

## Основоположні принципи
Приватність за задумом заснована на семи «основоположних принципах»:
1. Проактивність не реактивність; попередження, а не відновлення[3][31][32][33]
2. Приватність як налаштування за замовчуванням[3][31][32][33]
3. Приватність, закладена в дизайн[3][31][32][33]
4. Повна функціональність – додатна сума, а не нульова сума[3][31][32][33]
5. Наскрізна безпека – повний захист протягом усього життєвого циклу[3][31][32][33]
6. Видимість і прозорість – залишайте її відкритою[3][31][32][33]
7. Повага до приватності користувачів – орієнтована на користувача[3][31][32][33]

Принципи цитовано у понад п’яти сотнях статей з посиланням на документ «Приватність за задумом у законі, політиці та практиці» Енн Кавукян.

### Основні принципи в деталях

#### Проактивність не реактивність; попередження, а не відновлення
Підхід приватності за задумом характеризується проактивними, а не реактивними заходами. Він передбачає і запобігає події порушення приватності до того, як вони відбудуться. Приватність за задумом не чекає, коли ризики приватності реалізуються, і не пропонує засобів для усунення порушень приватності після того, як вони відбулися — вона прагне запобігти їх виникненню. Приватність за задумом виникає до факту, а не після.

#### Приватність за замовчуванням
Приватність за задумом прагне забезпечити максимальний ступінь приватності, гарантуючи, що персональні дані автоматично захищаються в будь-якій ІТ-системі або в діловій практиці. Якщо людина нічого не робить, її приватність все ще залишається недоторканою. Від особи не потрібно ніяких дій для захисту її приватності — вона вбудована в систему за замовчуванням.

#### Приватність, закладена в дизайн
Приватність за задумом вбудована в дизайн та архітектуру ІТ-систем, а також у бізнес-практики. Вона не закріплюється як доповнення після факту. В результаті приватність стає важливою складовою основної функціональності, яка надається. Приватність є невіддільною частиною системи, не зменшуючи її функціональність.

#### Повна функціональність – додатна сума, а не нульова сума
Приватність за задумом прагне задовольнити всі законні інтереси та цілі у «безпрограшний» позитивній сумі, а не через застарілий підхід з нульовою сумою, де робляться непотрібні компроміси. Приватність за задумом уникає хибних дихотомій, таких як приватність проти безпеки, демонструючи, що можливо мати і те, і інше.

#### Наскрізна безпека – повний захист протягом усього життєвого циклу
Приватність за задумом, будучи вбудованою в систему до того, як буде зібраний перший елемент інформації, безпечно поширюється протягом усього життєвого циклу залучених даних — міцні заходи безпеки необхідні для приватності від початку до кінця. Це гарантує, що всі дані надійно зберігаються, а потім безпечно знищуються в кінці процесу вчасно. Таким чином, приватність за задумом забезпечує наскрізне безпечне керування життєвим циклом інформації від початку до кінця.

#### Видимість і прозорість – залишайте її відкритою
Приватність за задумом має на меті запевнити всі зацікавлені сторони у тому, що незалежно від ділової практики чи технології, вони фактично діють відповідно до заявлених обіцянок та цілей та підлягають незалежній перевірці. Складові частини та операції залишаються видимими та прозорими як для користувачів, так і для постачальників. Пам’ятайте: довіряйте, але перевіряйте.

#### Повага до приватності користувачів – орієнтована на користувача
Перш за все, приватність за задумом вимагає від архітекторів і операторів тримати інтереси особистості на першому місці, пропонуючи такі заходи, як жорсткі параметри приватності за замовчуванням, відповідне повідомлення та розширення можливостей, зручних для користувачів. Зробіть її орієнтованою на користувача.

## Дизайн і стандарти
Міжнародна організація зі стандартизації (ISO) схвалила пропозицію Комітету з питань споживчої політики (COPOLCO) щодо нового стандарту ISO: «Захист споживачів: приватність за задумом для споживчих товарів і послуг» (ISO/PC317). Стандарт має на меті визначити процес розробки для надання споживчих товарів і послуг, які відповідають внутрішнім потребам споживачів щодо конфіденційності обробки, а також вимогам щодо захисту персональних даних. Стандарт має Великобританію секретаріатом, тринадцять членів і двадцять спостерігачів.
Рада зі стандартизації Канади (SCC) є одним із учасників і створила дзеркальний канадський комітет для ISO/PC317.
Проєктна документація Privacy by Design для інженерів-програмістів (PbD-SE) технічного комітету OASIS   надає специфікацію для введення в дію приватності за задумом в контексті розробки програмного забезпечення. Приватність за задумом, як і безпека з проєкту, є нормальною частиною процесу розробки програмного забезпечення та стратегією зниження ризиків для інженерів програмного забезпечення. Специфікація PbD-SE перекладає принципи PbD на вимоги відповідності в рамках завдань програмної інженерії та допомагає командам розробників програмного забезпечення створювати артефакти як доказ дотримання принципу PbD. Дотримання специфікації полегшує документування вимог до приватності за проєктом програмного забезпечення до виведення з експлуатації, тим самим надаючи план щодо дотримання принципів приватності за задумом та інші вказівки щодо найкращих методів забепечення  приватності, наприклад NIST 800-53 Додаток J (NIST SP 800-53) і Принципів чесної інформаційної практики (FIPPs) (PMRM-1.0).

## Зв'язок із технологіями, що підвищують приватність
Приватність за задумом виникла з технологій, що покращують приватність (PET) у спільному звіті Енн Кавукян і Джона Боркінга 1995 року. У 2007 році Європейська комісія надала записку про PET. У 2008 році Офіс британського інформаційного комісара замовив звіт під назвою «Приватність за задумом – огляд технологій, що покращують приватність».
Існує багато аспектів приватності за задумом, включаючи розробку програмного забезпечення та системну інженерію а також адміністративні елементи (наприклад, юридичні, політичні, процедурні), інші органи контролю та операційні контексти. Приватність за задумом розвинулась від перших зусиль, спрямованих на вираження принципів справедливої інформаційної практики, безпосередньо до розробки та функціонування інформаційно-комунікаційних технологій. У своїй публікації «Privacy by Design: Delivering the Promises» Пітер Хастінкс визнає ключову роль, яку відіграли Енн Кавукян і Джон Боркінг, тодішні заступники комісарів з питань приватності, у спільній публікації 1995 року «Технології, що покращують приватність: шлях до анонімності». Цей звіт 1995 року зосереджується на вивченні технологій, які дозволяють проводити транзакції анонімно.
Технології, що підвищують приватність, дозволяють онлайн-користувачам захищати конфіденційність їхньої ідентифікаційної персональної інформації (PII), яка надається (і обробляється) службам або застосуванням.Приватність за задумом розвивалася з урахуванням ширших систем і процесів, у які вбудовані та експлуатуються PET. Центр демократії та технологій США (CDT) у документі «Роль приватності за задумом у захисті приватності споживачів» відрізняє PET від приватності, зазначаючи, що «PET найбільш корисні для користувачів, які вже розуміють ризики приватності в Інтернеті. Вони є основними інструментами розширення прав і можливостей користувачів, але вони утворюють лише єдину частину ширшої структури, яку слід враховувати, обговорюючи, як технологію можна використовувати для захисту приватності».

## Критика та рекомендації
Структура приватності за задумом викликала академічні дебати, зокрема після резолюції Міжнародних комісарів з даних 2010 року, вони містять приватності за задумом із пропозиціями юридичних та інженерних експертів, щоб краще зрозуміти, як застосувати структуру в різних контекстах.
Приватність за задумом була розкритикована як "нечітка" і така, що залишаює «багато відкритих питань щодо їх застосування при розробці інженерних систем».
У 2007 р. науковець К.У. Левен опублікував «Engineering Privacy by Design», зазначивши, що «Розробка та впровадження вимог приватності в системах є складною проблемою і вимагає перекладу складних соціальних, правових та етичних проблем у системні вимоги». Автори стверджують, що їхнє твердження про те, що принципи приватності за задумом «залишаються невизначеними і залишають багато відкритих питань щодо їх застосування при розробці інженерних систем», можна розглядати як критику. Однак мета статті полягає в тому, щоб запропонувати, що «починаючи з мінімізації даних, яка є необхідним і фундаментальним першим кроком до розробки систем відповідно до принципів приватності за задумом». Метою їхньої статті є «початкове дослідження практики приватності за задумом з інженерної точки зору, щоб сприяти усуненню розриву між розумінням політиків та інженерів про приватність за задумом».
Також було зазначено, що приватність за задумом схожа на схеми добровільної відповідності в галузях, що впливають на навколишнє середовище, і, таким чином, не має зубів, необхідних для ефективності, і може відрізнятися в кожній компанії. Крім того, еволюційний підхід, який зараз використовується до розробки концепції, буде відбуватися за ціною порушення приватності, оскільки еволюція також передбачає можливість жити непридатним фенотипам (продуктам, що порушують приватність), доки їх не буде доведено, що вони непридатні. Деякі критики зазначають, що певні бізнес-моделі будуються на основі спостереження за клієнтами та маніпулювання даними, і тому добровільне виконання вимог малоймовірне.
У 2011 році Данське національне агентство з питань інформаційних технологій і телекомунікацій опублікувало як документ для обговорення «Нові моделі цифрової безпеки» у публікації «Приватність за задумом» як ключову мету створення моделі безпеки, яка відповідає «Приватності за задумом». Це досягається шляхом розширення концепції до «Безпека з проєкту» з метою досягнення балансу між анонімністю та спостереженням шляхом максимального усунення ідентифікації.
У 2013 році Рубінштейн і Гуд використовували інциденти з приватністю Google і Facebook, щоб провести аналіз контрфактів, щоб визначити корисні для регуляторів уроки, які рекомендували приватність за задумом. Перше полягало в тому, що «більш детальні принципи та конкретні приклади» були б більш корисними для компаній. По-друге, «практичність так само важлива, як і інженерні принципи та практики». По-третє, потрібно більше працювати над «уточненням та розробкою принципів дизайну – як у розробці приватності, так і в дизайні зручності», включаючи зусилля щодо визначення міжнародних стандартів приватності. Останній урок полягає в тому, що «регулятори повинні робити більше, ніж просто рекомендувати прийняття та впровадження приватності за задумом».
Інша критика полягає в тому, що поточні визначення приватності за задумом не стосуються методологічного аспекту системної інженерії, наприклад використання гідних методів системної інженерії, напр. ті, які охоплюють повний життєвий цикл системи та даних. Концепція також фокусується не на ролі фактичного власника даних, а на ролі розробника системи. Ця роль не відома в законодавстві про недоторканність приватного життя, тому концепція приватності за задумом не ґрунтується на законі. Це, у свою чергу, підриває довіру суб’єктів даних, власників даних та політиків.
Поява GDPR із максимальним штрафом у 4% світового обороту тепер забезпечує баланс між вигодою для бізнесу та оборотом і відповідає на критику про добровільну відповідність  та вимогу з боку Рубінштейна та Гуда про те, що «регулятори повинні робити більше, ніж просто рекомендувати прийняти та запровадити приватність за задумом». Рубінштейн і Гуд також підкреслили, що приватність за задумом може призвести до застосувань, які ілюструють приватність за задумом, і їхня робота була добре прийнята.
У травні 2018 року у документі «Попередній висновок щодо приватності за задумом» Європейський інспектор із захисту даних Джованні Буттареллі  стверджує: «Хоча приватність за задумом досягла значного прогресу в правовому, технологічному та концептуальному розвитку, вона ще далека від того, щоб повністю розкрити свій потенціал для захисту основних прав осіб. Наступні розділи цієї думки містять огляд відповідних подій та рекомендують подальші зусилля».
Резюме містить такі рекомендації для інституцій ЄС:
- Щоб забезпечити надійний захист приватності, у тому числі приватність за задумом, у Положенні ЄС про захист приватності в секторі електронних комунікацій[en],
- Підтримувати приватність у всіх правових рамках, які впливають на дизайн технології, посилюючи стимули та обґрунтовуючи зобов'язання, включаючи відповідні правила відповідальності,
- Сприяти розгортанню та прийняттю приватності за допомогою підходів до проєктування та PET в ЄС та на рівні держав-членів шляхом відповідних заходів щодо впровадження та політичних ініціатив,
- Щоб забезпечити компетенцію та ресурси для досліджень та аналізу інженерії приватності та технологій, що підвищують приватність на рівні ЄС, ENISA або іншими організаціями,
- Підтримати розвиток нових практик і бізнес-моделей за допомогою інструментів дослідження та розвитку технологій ЄС,
- Для підтримки державних адміністрацій ЄС та національних органів влади в інтеграції відповідних вимог щодо приватності за задумом в державні закупівлі,
- Підтримка інвентаризації та огляду найсучасніших розробок у сфері приватності та PET та їхнього розвитку.

Європейський інспектор із захисту даних буде:
- Продовжуйте пропагувати приватність за задумом, якщо це необхідно, у співпраці з іншими органами захисту даних у Європейській раді із захисту даних[en] (EDPB),
- Підтримка скоординованого та ефективного застосування статті 25 GDPR та відповідних положень,
- Надавати вказівки для контролерів щодо належної реалізації принципу, викладеного в правовій базі, і
- Спільно з органами із захисту даних[en] Австрії, Ірландії та Шлезвіг-Гольштейн нагороджуйте додатки, дружні до приватності, у сфері охорони здоров’я для мобільних пристроїв.[10]

## Реалізація конфіденційності за задумом
Європейський інспектор із захисту даних Джованні Буттареллі у своїй статті виклав вимогу щодо забезпечення приватності за задумом. Агентство Європейського Союзу з питань мережевої та інформаційної безпеки надало детальний звіт «Приватність та захист даних за задумом – від політики до розробки» щодо впровадження. Літня школа з реальних криптовалют і конфіденційності надала підручник «Інженерна приватність за задумом». OWASP Top 10 Privacy Risks Project для вебпрограм, який дає підказки щодо того, як реалізувати приватність за задумом на практиці. Проєктна документація OASIS Privacy by Design для інженерів-програмістів (PbD-SE) пропонує розширення/доповнення до уніфікованої мови моделювання OMG (UML) і служить доповненням до мови розширеної розмітки контролю доступу (XACML) та довідкової моделі керування приватністю (PMRM) OASIS. Рекомендації щодо приватності за задумом розроблені для того, щоб втілити деякі високорівневі ідеї щодо збереження приватності в більш детальні рекомендації. 